# 大港埔

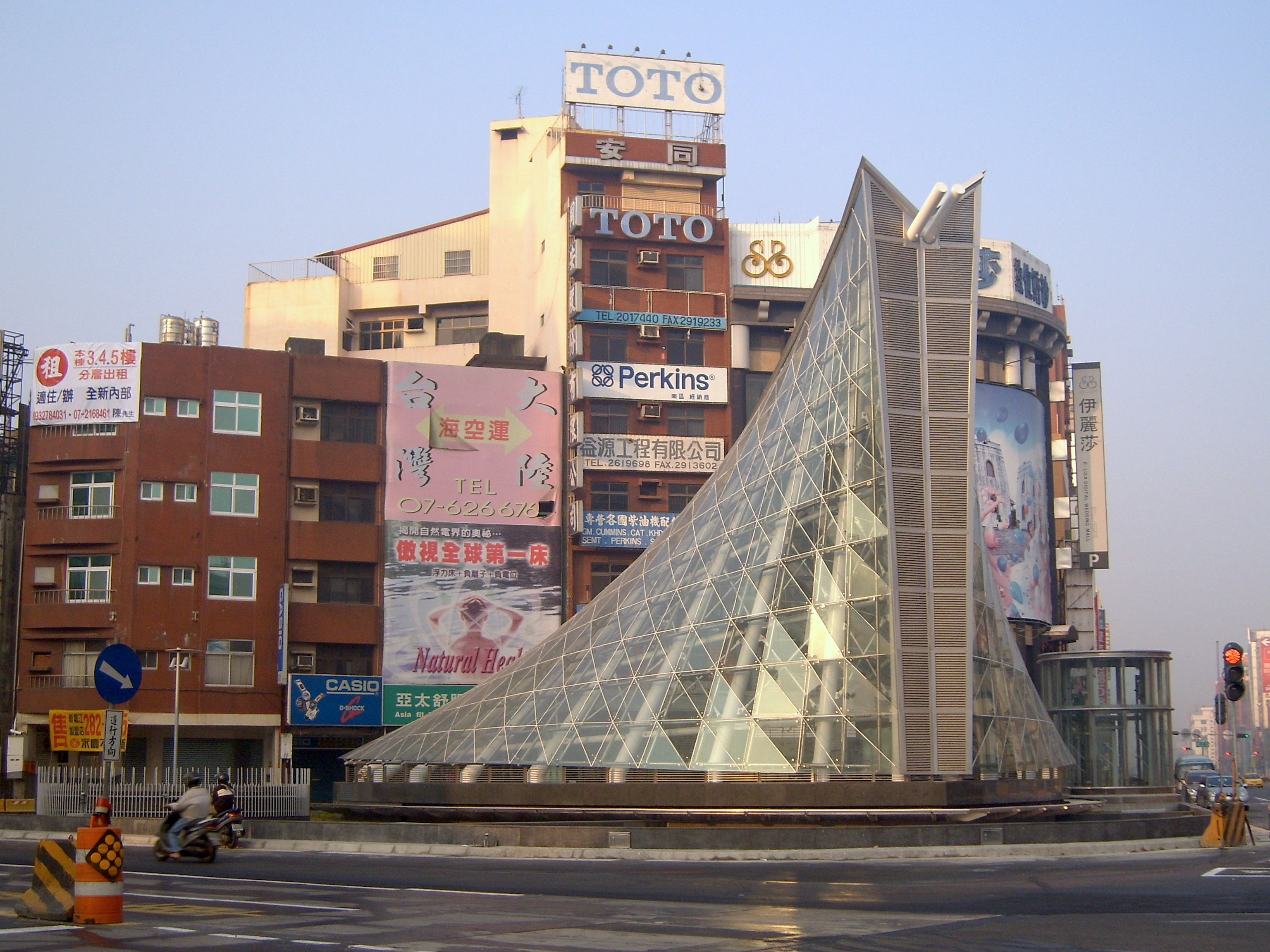
高捷美麗島站

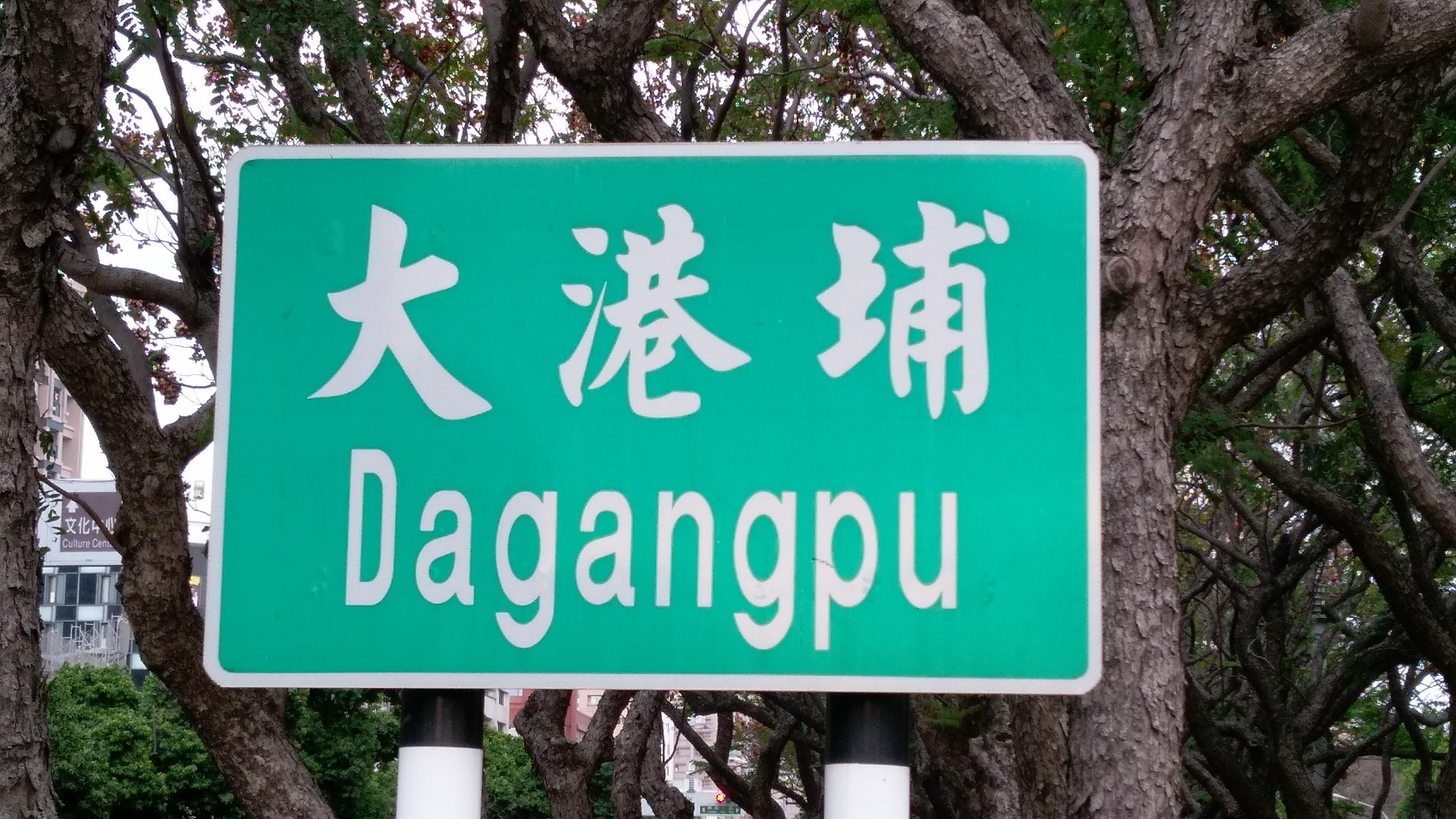
位於民生一路安全島上的大港埔地名告示牌

大港埔，為高雄市新興區的舊稱，其中心位置為今大港埔鼓壽宮附近。

## 行政區劃沿革
日治初期行政區劃多次更動，連同今日的高雄地區，大港埔原來屬於臺南縣，1897年後屬鳳山縣，1898年再恢復為臺南縣。
1901年，劃為鳳山廳大竹里大港埔庄。1909年到1920年間，為臺南廳打狗支廳大竹里大港埔庄。1920年後才以「大港埔」為名設為一大字。

## 歷史

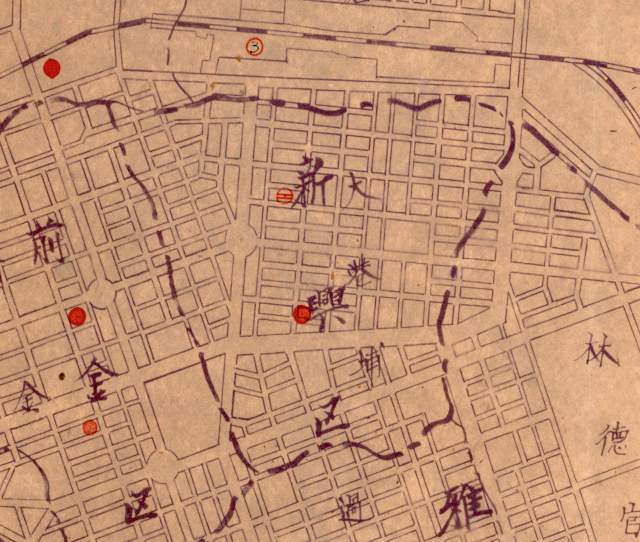
1946年地圖中所標示的大港埔。

大港埔早期是一望無際的荒野，北鄰現今的幸福川，盛產𩻸仔魚（即鯉魚），當時可津渡的河川稱（港），荒地稱（埔）；所以人們將河川周圍稱「𩻸港」，南岸的平原則稱「𩻸港埔」，日後演變成「大港埔」。
整個大港埔的開發，是以竹圍為中心逐漸向四周擴展，並興起下竹圍、營後與過港仔共四個聚落。
1856年，由蔡、孫、王等士紳議定聯合眾信徒捐款籌建廟宇，經兩年籌畫，於1858年在大港埔竹圍創建，初名為「鼓壽亭」。
1933年底，大港埔有人口631人，到了1938年時已增加到3996人。
1936年，高雄都市計劃道路的開闢，模仿歐洲的都市規劃寬敞的道路和大圓環；加上1941年高雄車站從哈瑪星遷移至大港，助長了大港埔的飛速繁榮，逐漸成為高雄市中心。
1946年，由當時泰明里長蔡陣建議更改區名，經區長蔡崇禮呈報獲准，取「新興繁榮」之意，且戰後大港埔逐漸繁榮，充滿「新興」蓬勃的氣象，所以取名為「新興區」。
1979年，美麗島事件在此爆發，捷運紅線R10站原訂名「大港埔車站」，後改為美麗島站。

## 景點

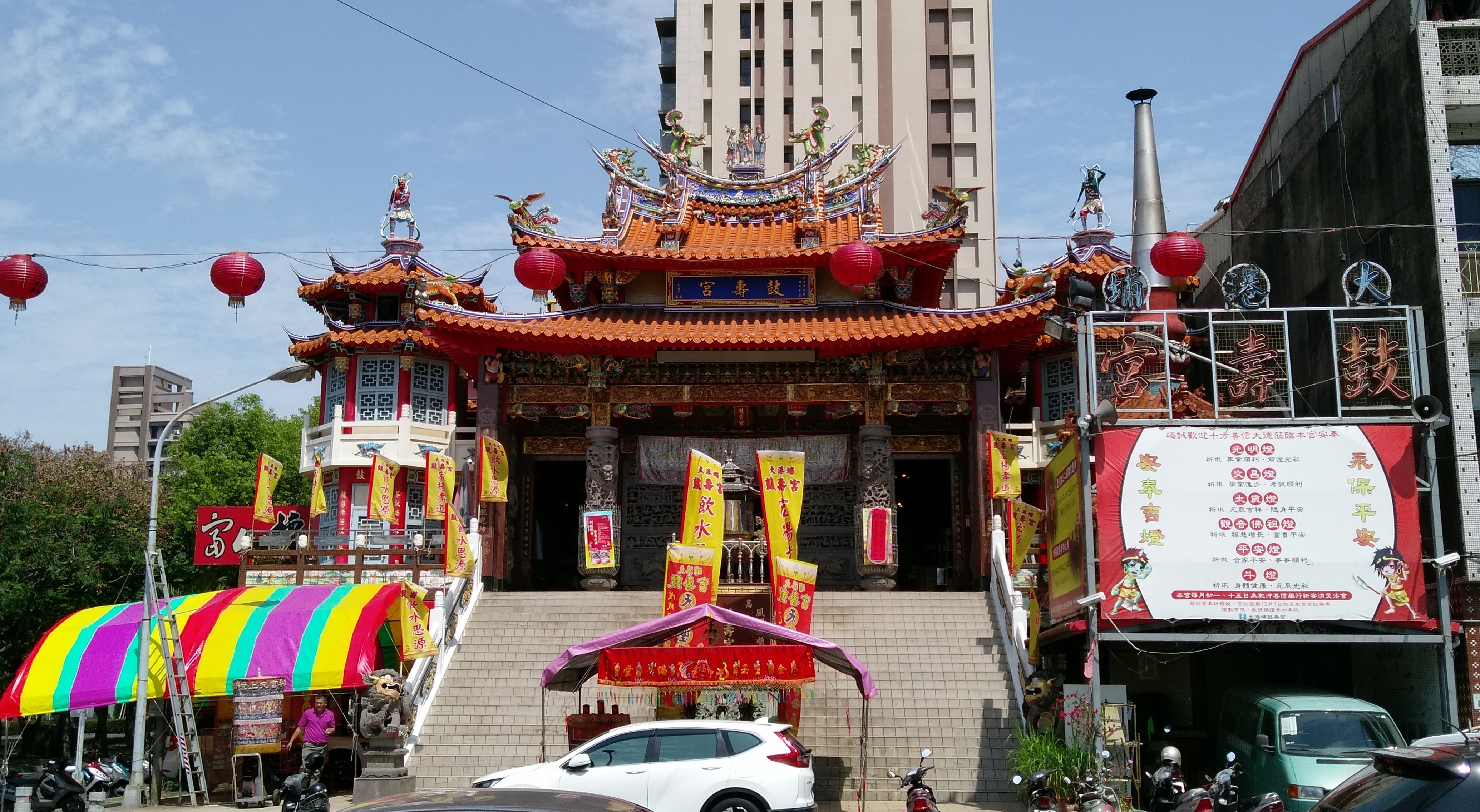
大港埔鼓壽宮

- 美麗島站
- 六合夜市
- 新堀江
- 大圓環
- 大港埔鼓壽宮
- 大港埔祖師廟
- 幸福川